# Etaper i Vuelta a España 2010
Etaperne i Vuelta a España 2010 strækker sig over 21 etaper (med 2 hviledage) fra d. 28. august til og med d. 19. september.

## Etaper

### 1. etape
28. august 2010 — Sevilla, 13 km (Holdtidskørsel)
|    | Hold               | Tid    |
| -- | ------------------ | ------ |
| 1  | Team HTC-Columbia  | 14.06  |
| 2  | Liquigas-Doimo     | + 0.10 |
| 3  | Cervélo TestTeam   | + 0.13 |
| 4  | Team Saxo Bank     | + 0.14 |
| 5  | Lampre-Farnese     | + 0.14 |
| 6  | Garmin-Transitions | + 0.17 |
| 7  | Omega Pharma-Lotto | + 0.17 |
| 8  | Team Milram        | + 0.18 |
| 9  | Team Katusha       | + 0.20 |
| 10 | Quick Step         | + 0.23 |

|    | Rytter                    | Hold              | Tid    |
| -- | ------------------------- | ----------------- | ------ |
| 1  | Mark Cavendish (GBR)      | Team HTC-Columbia | 14.06  |
| 2  | Peter Velits (SVK)        | Team HTC-Columbia | + 0.00 |
| 3  | Martin Velits (SVK)       | Team HTC-Columbia | + 0.00 |
| 4  | Lars Bak (DEN)            | Team HTC-Columbia | + 0.00 |
| 5  | Hayden Roulston (NZL)     | Team HTC-Columbia | + 0.00 |
| 6  | Kanstantsin Siutsou (BLR) | Team HTC-Columbia | + 0.00 |
| 7  | Tejay van Garderen (USA)  | Team HTC-Columbia | + 0.00 |
| 8  | Matthew Goss (AUS)        | Team HTC-Columbia | + 0.00 |
| 9  | Daniele Bennati (ITA)     | Liquigas-Doimo    | + 0.10 |
| 10 | Frederik Willems (BEL)    | Liquigas-Doimo    | + 0.10 |

### 2. etape
29. august 2010 — Alcalá de Guadaíra til Marbella, 173,7 km
|    | Rytter                       | Hold                 | Tid     |
| -- | ---------------------------- | -------------------- | ------- |
| 1  | Yauheni Hutarovich (BLR)     | FDJ                  | 4:35.41 |
| 2  | Mark Cavendish (GBR)         | Team HTC-Columbia    | s.t.    |
| 3  | Tyler Farrar (USA)           | Garmin-Transitions   | s.t.    |
| 4  | Alessandro Petacchi (ITA)    | Lampre-Farnese       | s.t.    |
| 5  | Manuel Antonio Cardoso (POR) | Footon-Servetto-Fuji | s.t.    |
| 6  | Koldo Fernández (ESP)        | Euskaltel-Euskadi    | s.t.    |
| 7  | Ben Swift (GBR)              | Team Sky             | s.t.    |
| 8  | Robert Förster (GER)         | Team Milram          | s.t.    |
| 9  | Denis Galimzjanov (RUS)      | Team Katusha         | s.t.    |
| 10 | Andreas Stauff (GER)         | Quick Step           | s.t.    |

|    | Rytter                    | Hold               | Tid     |
| -- | ------------------------- | ------------------ | ------- |
| 1  | Mark Cavendish (GBR)      | Team HTC-Columbia  | 4:49.35 |
| 2  | Kanstantsin Siutsou (BLR) | Team HTC-Columbia  | + 0.12  |
| 3  | Peter Velits (SVK)        | Team HTC-Columbia  | + 0.12  |
| 4  | Tejay van Garderen (USA)  | Team HTC-Columbia  | + 0.12  |
| 5  | Matthew Goss (AUS)        | Team HTC-Columbia  | + 0.12  |
| 6  | Lars Bak (DEN)            | Team HTC-Columbia  | + 0.12  |
| 7  | Hayden Roulston (NZL)     | Team HTC-Columbia  | + 0.12  |
| 8  | Tyler Farrar (USA)        | Garmin-Transitions | + 0.21  |
| 9  | Daniele Bennati (ITA)     | Liquigas-Doimo     | + 0.22  |
| 10 | Vincenzo Nibali (ITA)     | Liquigas-Doimo     | + 0.22  |

### 3. etape
30. august 2010 — Marbella til Málaga, 157,3 km
|    | Rytter                  | Hold               | Tid     |
| -- | ----------------------- | ------------------ | ------- |
| 1  | Philippe Gilbert (BEL)  | Omega Pharma-Lotto | 4:06.12 |
| 2  | Joaquim Rodríguez (ESP) | Team Katusha       | + 0.03  |
| 3  | Igor Antón (ESP)        | Euskaltel-Euskadi  | + 0.13  |
| 4  | Vincenzo Nibali (ITA)   | Liquigas-Doimo     | + 0.15  |
| 5  | Grega Bole (SLO)        | Lampre-Farnese     | + 0.15  |
| 6  | Nicolas Roche (IRL)     | Ag2r-La Mondiale   | + 0.15  |
| 7  | Denis Mensjov (RUS)     | Rabobank           | + 0.18  |
| 8  | Ezequiel Mosquera (ESP) | Xacobeo-Galicia    | + 0.19  |
| 9  | David Arroyo (ESP)      | Caisse d'Epargne   | + 0.19  |
| 10 | Arthur Vichot (FRA)     | FDJ                | + 0.19  |

|    | Rytter                    | Hold               | Tid     |
| -- | ------------------------- | ------------------ | ------- |
| 1  | Philippe Gilbert (BEL)    | Omega Pharma-Lotto | 8:55.56 |
| 2  | Joaquim Rodríguez (ESP)   | Team Katusha       | + 0.14  |
| 3  | Kanstantsin Siutsou (BLR) | Team HTC-Columbia  | + 0.22  |
| 4  | Tejay van Garderen (USA)  | Team HTC-Columbia  | + 0.26  |
| 5  | Vincenzo Nibali (ITA)     | Liquigas-Doimo     | + 0.28  |
| 6  | Peter Velits (SVK)        | Team HTC-Columbia  | + 0.28  |
| 7  | Igor Antón (ESP)          | Euskaltel-Euskadi  | + 0.35  |
| 8  | Xavier Tondó (ESP)        | Cervélo TestTeam   | + 0.35  |
| 9  | Fränk Schleck (LUX)       | Team Saxo Bank     | + 0.36  |
| 10 | Xavier Florencio (ESP)    | Cervélo TestTeam   | + 0.41  |

### 4. etape
31. august 2010 — Málaga til Jaén, 183,8 km
|    | Rytter                   | Hold               | Tid     |
| -- | ------------------------ | ------------------ | ------- |
| 1  | Igor Antón (ESP)         | Euskaltel-Euskadi  | 5:00.29 |
| 2  | Vincenzo Nibali (ITA)    | Liquigas-Doimo     | + 0.01  |
| 3  | Peter Velits (SVK)       | Team HTC-Columbia  | + 0.01  |
| 4  | Joaquim Rodríguez (ESP)  | Team Katusha       | + 0.01  |
| 5  | Philippe Gilbert (BEL)   | Omega Pharma-Lotto | + 0.05  |
| 6  | Tejay van Garderen (USA) | Team HTC-Columbia  | + 0.08  |
| 7  | Ezequiel Mosquera (ESP)  | Xacobeo-Galicia    | + 0.12  |
| 8  | Nicolas Roche (IRE)      | Ag2r-La Mondiale   | + 0.12  |
| 9  | Rubén Plaza (ESP)        | Caisse d'Epargne   | + 0.12  |
| 10 | Rigoberto Urán (COL)     | Caisse d'Epargne   | + 0.19  |

|    | Rytter                   | Hold               | Tid      |
| -- | ------------------------ | ------------------ | -------- |
| 1  | Philippe Gilbert (BEL)   | Omega Pharma-Lotto | 13:56.30 |
| 2  | Igor Antón (ESP)         | Euskaltel-Euskadi  | + 0.10   |
| 3  | Joaquim Rodríguez (ESP)  | Team Katusha       | + 0.10   |
| 4  | Vincenzo Nibali (ITA)    | Liquigas-Doimo     | + 0.12   |
| 5  | Peter Velits (SVK)       | Team HTC-Columbia  | + 0.16   |
| 6  | Tejay van Garderen (USA) | Team HTC-Columbia  | + 0.29   |
| 7  | Xavier Tondó (ESP)       | Cervélo TestTeam   | + 0.49   |
| 8  | Fränk Schleck (LUX)      | Team Saxo Bank     | + 0.50   |
| 9  | Rubén Plaza (ESP)        | Caisse d'Epargne   | + 0.54   |
| 10 | Ezequiel Mosquera (ESP)  | Xacobeo-Galicia    | + 0.55   |

### 5. etape
1. september 2010 — Guadix til Lorca, 198,8 km
|    | Rytter                    | Hold               | Tid     |
| -- | ------------------------- | ------------------ | ------- |
| 1  | Tyler Farrar (USA)        | Garmin-Transitions | 5:03.36 |
| 2  | Koldo Fernández (ESP)     | Euskaltel-Euskadi  | s.t.    |
| 3  | Mark Cavendish (GBR)      | Team HTC-Columbia  | s.t.    |
| 4  | Matteo Tosatto (ITA)      | Quick Step         | s.t.    |
| 5  | Alessandro Petacchi (ITA) | Lampre-Farnese     | s.t.    |
| 6  | Sébastien Chavanel (FRA)  | FDJ                | s.t.    |
| 7  | Robert Förster (GER)      | Team Milram        | s.t.    |
| 8  | Denis Galimzjanov (RUS)   | Team Katusha       | s.t.    |
| 9  | Theo Bos (NED)            | Cervélo TestTeam   | s.t.    |
| 10 | Greg Van Avermaet (BEL)   | Omega Pharma-Lotto | s.t.    |

|    | Rytter                   | Hold               | Tid      |
| -- | ------------------------ | ------------------ | -------- |
| 1  | Philippe Gilbert (BEL)   | Omega Pharma-Lotto | 19:00.06 |
| 2  | Igor Antón (ESP)         | Euskaltel-Euskadi  | + 0.10   |
| 3  | Joaquim Rodríguez (ESP)  | Team Katusha       | + 0.10   |
| 4  | Vincenzo Nibali (ITA)    | Liquigas-Doimo     | + 0.12   |
| 5  | Peter Velits (SVK)       | Team HTC-Columbia  | + 0.16   |
| 6  | Tejay van Garderen (USA) | Team HTC-Columbia  | + 0.29   |
| 7  | Xavier Tondó (ESP)       | Cervélo TestTeam   | + 0.49   |
| 8  | Fränk Schleck (LUX)      | Team Saxo Bank     | + 0.50   |
| 9  | Rubén Plaza (ESP)        | Caisse d'Epargne   | + 0.54   |
| 10 | Ezequiel Mosquera (ESP)  | Xacobeo-Galicia    | + 0.55   |

### 6. etape
2. september 2010 — Caravaca de la Cruz til Murcia, 151 km
|    | Rytter                 | Hold               | Tid     |
| -- | ---------------------- | ------------------ | ------- |
| 1  | Thor Hushovd (NOR)     | Cervélo TestTeam   | 3:36.20 |
| 2  | Daniele Bennati (ITA)  | Liquigas-Doimo     | s.t.    |
| 3  | Grega Bole (SLO)       | Lampre-Farnese     | s.t.    |
| 4  | Allan Davis (AUS)      | Astana Pro Team    | s.t.    |
| 5  | Filippo Pozzato (ITA)  | Team Katusha       | s.t.    |
| 6  | Philippe Gilbert (BEL) | Omega Pharma-Lotto | s.t.    |
| 7  | Peter Velits (SVK)     | Team HTC-Columbia  | s.t.    |
| 8  | Pablo Urtasun (ESP)    | Euskaltel-Euskadi  | s.t.    |
| 9  | Samuel Dumoulin (FRA)  | Cofidis            | s.t.    |
| 10 | Nicolas Roche (IRL)    | Ag2r-La Mondiale   | s.t.    |

|    | Rytter                   | Hold               | Tid      |
| -- | ------------------------ | ------------------ | -------- |
| 1  | Philippe Gilbert (BEL)   | Omega Pharma-Lotto | 22:36.26 |
| 2  | Igor Antón (ESP)         | Euskaltel-Euskadi  | + 0.10   |
| 3  | Joaquim Rodríguez (ESP)  | Team Katusha       | + 0.10   |
| 4  | Vincenzo Nibali (ITA)    | Liquigas-Doimo     | + 0.12   |
| 5  | Peter Velits (SVK)       | Team HTC-Columbia  | + 0.16   |
| 6  | Tejay van Garderen (USA) | Team HTC-Columbia  | + 0.29   |
| 7  | Xavier Tondó (ESP)       | Cervélo TestTeam   | + 0.49   |
| 8  | Fränk Schleck (LUX)      | Team Saxo Bank     | + 0.50   |
| 9  | Rubén Plaza (ESP)        | Caisse d'Epargne   | + 0.54   |
| 10 | Ezequiel Mosquera (ESP)  | Xacobeo-Galicia    | + 0.55   |

### 7. etape
3. september 2010 — Murcia til Orihuela, 187,1 km
|    | Rytter                    | Hold               | Tid     |
| -- | ------------------------- | ------------------ | ------- |
| 1  | Alessandro Petacchi (ITA) | Lampre-Farnese     | 4:36.12 |
| 2  | Mark Cavendish (GBR)      | Team HTC-Columbia  | s.t.    |
| 3  | Juan José Haedo (ARG)     | Team Saxo Bank     | s.t.    |
| 4  | Andreas Stauff (GER)      | Quick Step         | s.t.    |
| 5  | Tyler Farrar (USA)        | Garmin-Transitions | s.t.    |
| 6  | Denis Galimzjanov (RUS)   | Team Katusha       | s.t.    |
| 7  | Robert Förster (GER)      | Team Milram        | s.t.    |
| 8  | Sébastien Hinault (FRA)   | Ag2r-La Mondiale   | s.t.    |
| 9  | Daniele Bennati (ITA)     | Liquigas-Doimo     | s.t.    |
| 10 | Wouter Weylandt (BEL)     | Quick Step         | s.t.    |

|    | Rytter                   | Hold               | Tid      |
| -- | ------------------------ | ------------------ | -------- |
| 1  | Philippe Gilbert (BEL)   | Omega Pharma-Lotto | 27:12.38 |
| 2  | Igor Antón (ESP)         | Euskaltel-Euskadi  | + 0.10   |
| 3  | Joaquim Rodríguez (ESP)  | Team Katusha       | + 0.10   |
| 4  | Vincenzo Nibali (ITA)    | Liquigas-Doimo     | + 0.12   |
| 5  | Peter Velits (SVK)       | Team HTC-Columbia  | + 0.16   |
| 6  | Tejay van Garderen (USA) | Team HTC-Columbia  | + 0.29   |
| 7  | Xavier Tondó (ESP)       | Cervélo TestTeam   | + 0.49   |
| 8  | Fränk Schleck (LUX)      | Team Saxo Bank     | + 0.50   |
| 9  | Rubén Plaza (ESP)        | Caisse d'Epargne   | + 0.54   |
| 10 | Ezequiel Mosquera (ESP)  | Xacobeo-Galicia    | + 0.55   |

### 8. etape
4. september 2010 — Villena til Xorret del Catí, 190 km
|    | Rytter                  | Hold                  | Tid     |
| -- | ----------------------- | --------------------- | ------- |
| 1  | David Moncoutié (FRA)   | Cofidis               | 5:14.32 |
| 2  | Serafín Martínez (ESP)  | Xacobeo-Galicia       | + 0.54  |
| 3  | Johann Tschopp (SUI)    | Bbox Bouygues Telecom | + 0.54  |
| 4  | José Luis Arrieta (ESP) | Ag2r-La Mondiale      | + 0.54  |
| 5  | Joaquim Rodríguez (ESP) | Team Katusha          | + 1.29  |
| 6  | Vincenzo Nibali (ITA)   | Liquigas-Doimo        | + 1.29  |
| 7  | Igor Antón (ESP)        | Euskaltel-Euskadi     | + 1.29  |
| 8  | Asan Bazajev (KAZ)      | Astana Pro Team       | + 1.32  |
| 9  | Xavier Tondó (ESP)      | Cervélo TestTeam      | + 1.32  |
| 10 | Carlos Sastre (ESP)     | Cervélo TestTeam      | + 1.35  |

|    | Rytter                   | Hold              | Tid      |
| -- | ------------------------ | ----------------- | -------- |
| 1  | Igor Antón (ESP)         | Euskaltel-Euskadi | 32:28.49 |
| 2  | Joaquim Rodríguez (ESP)  | Team Katusha      | + 0.00   |
| 3  | Vincenzo Nibali (ITA)    | Liquigas-Doimo    | + 0.02   |
| 4  | Xavier Tondó (ESP)       | Cervélo TestTeam  | + 0.42   |
| 5  | Marzio Bruseghin (ITA)   | Caisse d'Epargne  | + 1.10   |
| 6  | Rubén Plaza (ESP)        | Caisse d'Epargne  | + 1.15   |
| 7  | Ezequiel Mosquera (ESP)  | Xacobeo-Galicia   | + 1.18   |
| 8  | Nicolas Roche (IRL)      | Ag2r-La Mondiale  | + 1.19   |
| 9  | Peter Velits (SVK)       | Team HTC-Columbia | + 1.26   |
| 10 | Tejay van Garderen (USA) | Team HTC-Columbia | + 1.26   |

### 9. etape
5. september 2010 — Calpe til Alcoy, 187,7 km
|    | Rytter                       | Hold               | Tid     |
| -- | ---------------------------- | ------------------ | ------- |
| 1  | David López (ESP)            | Caisse d'Epargne   | 5:20.51 |
| 2  | Roman Kreuziger (CZE)        | Liquigas-Doimo     | + 0.06  |
| 3  | Giampaolo Caruso (ITA)       | Team Katusha       | + 0.13  |
| 4  | David Moncoutié (FRA)        | Cofidis            | + 0.21  |
| 5  | Blel Kadri (FRA)             | Ag2r-La Mondiale   | + 0.27  |
| 6  | Egoi Martínez (ESP)          | Euskaltel-Euskadi  | + 0.30  |
| 7  | Jean-Christophe Péraud (FRA) | Omega Pharma-Lotto | + 0.55  |
| 8  | Gonzalo Rabuñal (ESP)        | Xacobeo-Galicia    | + 2.36  |
| 9  | Óscar Pujol (ESP)            | Cervélo TestTeam   | + 3.52  |
| 10 | Jelle Vanendert (BEL)        | Omega Pharma-Lotto | + 4.17  |

|    | Rytter                       | Hold               | Tid      |
| -- | ---------------------------- | ------------------ | -------- |
| 1  | Igor Antón (ESP)             | Euskaltel-Euskadi  | 37:56.42 |
| 2  | Joaquim Rodríguez (ESP)      | Team Katusha       | + 0.00   |
| 3  | Vincenzo Nibali (ITA)        | Liquigas-Doimo     | + 0.02   |
| 4  | Xavier Tondó (ESP)           | Cervélo TestTeam   | + 0.42   |
| 5  | Jean-Christophe Péraud (FRA) | Omega Pharma-Lotto | + 0.52   |
| 6  | Rubén Plaza (ESP)            | Caisse d'Epargne   | + 1.15   |
| 7  | Ezequiel Mosquera (ESP)      | Xacobeo-Galicia    | + 1.18   |
| 8  | Nicolas Roche (IRL)          | Ag2r-La Mondiale   | + 1.19   |
| 9  | Marzio Bruseghin (ITA)       | Caisse d'Epargne   | + 1.22   |
| 10 | Peter Velits (SVK)           | Team HTC-Columbia  | + 1.26   |

### 10. etape
7. september 2010 — Tarragona til Vilanova i la Geltrú, 175,7 km
|    | Rytter                    | Hold                 | Tid     |
| -- | ------------------------- | -------------------- | ------- |
| 1  | Imanol Erviti (ESP)       | Caisse d'Epargne     | 4:13.31 |
| 2  | Romain Zingle (BEL)       | Cofidis              | + 0.37  |
| 3  | Greg Van Avermaet (BEL)   | Omega Pharma-Lotto   | + 0.37  |
| 4  | Mauro Finetto (ITA)       | Liquigas-Doimo       | + 0.37  |
| 5  | Javier Moreno (ESP)       | Andalucía-Cajasur    | + 0.37  |
| 6  | Anders Lund (DEN)         | Team Saxo Bank       | + 0.37  |
| 7  | Christophe Le Mével (FRA) | FDJ                  | + 0.37  |
| 8  | Giampaolo Cheula (ITA)    | Footon-Servetto-Fuji | + 0.37  |
| 9  | Laurens ten Dam (NED)     | Rabobank             | + 0.42  |
| 10 | Dmitrij Fofonov (KAZ)     | Astana Pro Team      | + 1.36  |

|    | Rytter                       | Hold               | Tid      |
| -- | ---------------------------- | ------------------ | -------- |
| 1  | Joaquim Rodríguez (ESP)      | Team Katusha       | 42:11.49 |
| 2  | Igor Antón (ESP)             | Euskaltel-Euskadi  | + 0.02   |
| 3  | Vincenzo Nibali (ITA)        | Liquigas-Doimo     | + 0.04   |
| 4  | Xavier Tondó (ESP)           | Cervélo TestTeam   | + 0.44   |
| 5  | Jean-Christophe Péraud (FRA) | Omega Pharma-Lotto | + 0.54   |
| 6  | Rubén Plaza (ESP)            | Caisse d'Epargne   | + 1.17   |
| 7  | Ezequiel Mosquera (ESP)      | Xacobeo-Galicia    | + 1.20   |
| 8  | Nicolas Roche (IRL)          | Ag2r-La Mondiale   | + 1.21   |
| 9  | Marzio Bruseghin (ITA)       | Caisse d'Epargne   | + 1.24   |
| 10 | Peter Velits (SVK)           | Team HTC-Columbia  | + 1.28   |

### 11. etape
8. september 2010 — Vilanova i la Geltrú til Vallnord (Andorra), 208,4 km
|    | Rytter                  | Hold              | Tid     |
| -- | ----------------------- | ----------------- | ------- |
| 1  | Igor Antón (ESP)        | Euskaltel-Euskadi | 5:25.44 |
| 2  | Ezequiel Mosquera (ESP) | Xacobeo-Galicia   | + 0.03  |
| 3  | Xavier Tondó (ESP)      | Cervélo TestTeam  | + 0.10  |
| 4  | Marzio Bruseghin (ITA)  | Caisse d'Epargne  | + 0.15  |
| 5  | Rigoberto Urán (COL)    | Caisse d'Epargne  | + 0.15  |
| 6  | Vincenzo Nibali (ITA)   | Liquigas-Doimo    | + 0.23  |
| 7  | Fränk Schleck (LUX)     | Team Saxo Bank    | + 0.23  |
| 8  | David Moncoutié (FRA)   | Cofidis           | + 0.23  |
| 9  | Íñigo Cuesta (ESP)      | Cervélo TestTeam  | + 0.32  |
| 10 | Carlos Sastre (ESP)     | Cervélo TestTeam  | + 0.32  |

|    | Rytter                  | Hold              | Tid      |
| -- | ----------------------- | ----------------- | -------- |
| 1  | Igor Antón (ESP)        | Euskaltel-Euskadi | 47:37.15 |
| 2  | Vincenzo Nibali (ITA)   | Liquigas-Doimo    | + 0.45   |
| 3  | Xavier Tondó (ESP)      | Cervélo TestTeam  | + 1.04   |
| 4  | Joaquim Rodríguez (ESP) | Team Katusha      | + 1.17   |
| 5  | Ezequiel Mosquera (ESP) | Xacobeo-Galicia   | + 1.29   |
| 6  | Marzio Bruseghin (ITA)  | Caisse d'Epargne  | + 1.57   |
| 7  | Rubén Plaza (ESP)       | Caisse d'Epargne  | + 2.07   |
| 8  | Rigoberto Urán (COL)    | Caisse d'Epargne  | + 2.14   |
| 9  | Nicolas Roche (IRL)     | Ag2r-La Mondiale  | + 2.30   |
| 10 | Fränk Schleck (LUX)     | Team Saxo Bank    | + 2.30   |

### 12. etape
9. september 2010 — Andorra la Vella (Andorra) til Lleida, 172,5 km
|    | Rytter                   | Hold               | Tid     |
| -- | ------------------------ | ------------------ | ------- |
| 1  | Mark Cavendish (GBR)     | Team HTC-Columbia  | 4:00.30 |
| 2  | Tyler Farrar (USA)       | Garmin-Transitions | s.t.    |
| 3  | Matthew Goss (AUS)       | Team HTC-Columbia  | s.t.    |
| 4  | Denis Galimzjanov (RUS)  | Team Katusha       | s.t.    |
| 5  | Thor Hushovd (NOR)       | Cervélo TestTeam   | s.t.    |
| 6  | Óscar Freire (ESP)       | Rabobank           | s.t.    |
| 7  | Allan Davis (AUS)        | Astana Pro Team    | s.t.    |
| 8  | Wouter Weylandt (BEL)    | Quick Step         | s.t.    |
| 9  | Sébastien Chavanel (FRA) | FDJ                | s.t.    |
| 10 | Philippe Gilbert (BEL)   | Omega Pharma-Lotto | s.t.    |

|    | Rytter                  | Hold              | Tid      |
| -- | ----------------------- | ----------------- | -------- |
| 1  | Igor Antón (ESP)        | Euskaltel-Euskadi | 51:37.45 |
| 2  | Vincenzo Nibali (ITA)   | Liquigas-Doimo    | + 0.45   |
| 3  | Xavier Tondó (ESP)      | Cervélo TestTeam  | + 1.04   |
| 4  | Joaquim Rodríguez (ESP) | Team Katusha      | + 1.17   |
| 5  | Ezequiel Mosquera (ESP) | Xacobeo-Galicia   | + 1.29   |
| 6  | Marzio Bruseghin (ITA)  | Caisse d'Epargne  | + 1.57   |
| 7  | Rubén Plaza (ESP)       | Caisse d'Epargne  | + 2.07   |
| 8  | Rigoberto Urán (COL)    | Caisse d'Epargne  | + 2.13   |
| 9  | Nicolas Roche (IRL)     | Ag2r-La Mondiale  | + 2.30   |
| 10 | Fränk Schleck (LUX)     | Team Saxo Bank    | + 2.30   |

### 13. etape
10 September 2010 — Rincón de Soto til Burgos, 196 km
|    | Rytter                       | Hold                 | Tid     |
| -- | ---------------------------- | -------------------- | ------- |
| 1  | Mark Cavendish (GBR)         | Team HTC-Columbia    | 4:50.18 |
| 2  | Thor Hushovd (NOR)           | Cervélo TestTeam     | s.t.    |
| 3  | Daniele Bennati (ITA)        | Liquigas-Doimo       | s.t.    |
| 4  | Yauheni Hutarovich (BLR)     | FDJ                  | s.t.    |
| 5  | Manuel Antonio Cardoso (POR) | Footon-Servetto-Fuji | s.t.    |
| 6  | Tyler Farrar (USA)           | Garmin-Transitions   | s.t.    |
| 7  | Denis Galimzjanov (RUS)      | Team Katusha         | s.t.    |
| 8  | Koldo Fernández (ESP)        | Euskaltel-Euskadi    | s.t.    |
| 9  | Theo Bos (NED)               | Cervélo TestTeam     | s.t.    |
| 10 | Johnnie Walker (AUS)         | Footon-Servetto-Fuji | s.t.    |

|    | Rytter                  | Hold              | Tid       |
| -- | ----------------------- | ----------------- | --------- |
| 1  | Igor Antón (ESP)        | Euskaltel-Euskadi | 56:28.03" |
| 2  | Vincenzo Nibali (ITA)   | Liquigas-Doimo    | + 0.45    |
| 3  | Xavier Tondó (ESP)      | Cervélo TestTeam  | + 1.04    |
| 4  | Joaquim Rodríguez (ESP) | Team Katusha      | + 1.17    |
| 5  | Ezequiel Mosquera (ESP) | Xacobeo-Galicia   | + 1.29    |
| 6  | Marzio Bruseghin (ITA)  | Caisse d'Epargne  | + 1.57    |
| 7  | Rubén Plaza (ESP)       | Caisse d'Epargne  | + 2.07    |
| 8  | Rigoberto Urán (COL)    | Caisse d'Epargne  | + 2.13    |
| 9  | Nicolas Roche (IRL)     | Ag2r-La Mondiale  | + 2.30    |
| 10 | Fränk Schleck (LUX)     | Team Saxo Bank    | + 2.30    |

### 14. etape
11. september 2010 — Burgos til Peña Cabarga, 178 km
|    | Rytter                  | Hold               | Tid     |
| -- | ----------------------- | ------------------ | ------- |
| 1  | Joaquim Rodríguez (ESP) | Team Katusha       | 4:26.43 |
| 2  | Vincenzo Nibali (ITA)   | Liquigas-Doimo     | + 0.20  |
| 3  | Ezequiel Mosquera (ESP) | Xacobeo-Galicia    | + 0.22  |
| 4  | David Moncoutié (FRA)   | Cofidis            | + 0.33  |
| 5  | Nicolas Roche (IRL)     | Ag2r-La Mondiale   | + 0.34  |
| 6  | Fränk Schleck (LUX)     | Team Saxo Bank     | + 0.35  |
| 7  | Xavier Tondó (ESP)      | Cervélo TestTeam   | + 0.39  |
| 8  | David García (ESP)      | Xacobeo-Galicia    | + 0.43  |
| 9  | Peter Velits (SVK)      | Team HTC-Columbia  | + 0.45  |
| 10 | Tom Danielson (USA)     | Garmin-Transitions | + 1.29  |

|    | Rytter                  | Hold               | Tid      |
| -- | ----------------------- | ------------------ | -------- |
| 1  | Vincenzo Nibali (ITA)   | Liquigas-Doimo     | 60:55.39 |
| 2  | Joaquim Rodríguez (ESP) | Team Katusha       | + 0.04   |
| 3  | Ezequiel Mosquera (ESP) | Xacobeo-Galicia    | + 0.50   |
| 4  | Xavier Tondó (ESP)      | Cervélo TestTeam   | + 0.50   |
| 5  | Nicolas Roche (IRL)     | Ag2r-La Mondiale   | + 2.11   |
| 6  | Fränk Schleck (LUX)     | Team Saxo Bank     | + 2.12   |
| 7  | Peter Velits (SVK)      | Team HTC-Columbia  | + 2.29   |
| 8  | Tom Danielson (USA)     | Garmin-Transitions | + 3.29   |
| 9  | Rubén Plaza (ESP)       | Caisse d'Epargne   | + 3.41   |
| 10 | Carlos Sastre (ESP)     | Cervélo TestTeam   | + 3.52   |

### 15. etape
12. september 2010 — Solares til Lagos de Covadonga, 187,3 km
|    | Rytter                  | Hold               | Tid     |
| -- | ----------------------- | ------------------ | ------- |
| 1  | Carlos Barredo (ESP)    | Quick Step         | 4:33.09 |
| 2  | Nico Sijmens (BEL)      | Cofidis            | + 1.07  |
| 3  | Martin Velits (SVK)     | Team HTC-Columbia  | + 1.43  |
| 4  | Greg Van Avermaet (BEL) | Omega Pharma-Lotto | + 2.06  |
| 5  | Pierre Cazaux (FRA)     | FDJ                | + 2.10  |
| 6  | Olivier Kaisen (BEL)    | Omega Pharma-Lotto | + 2.12  |
| 7  | Ezequiel Mosquera (ESP) | Xacobeo-Galicia    | + 2.15  |
| 8  | Vincenzo Nibali (ITA)   | Liquigas-Doimo     | + 2.26  |
| 9  | Peter Velits (SVK)      | Team HTC-Columbia  | + 2.26  |
| 10 | Joaquim Rodríguez (ESP) | Team Katusha       | + 2.26  |

|    | Rytter                  | Hold               | Tid      |
| -- | ----------------------- | ------------------ | -------- |
| 1  | Vincenzo Nibali (ITA)   | Liquigas-Doimo     | 65:31.14 |
| 2  | Joaquim Rodríguez (ESP) | Team Katusha       | + 0.04   |
| 3  | Ezequiel Mosquera (ESP) | Xacobeo-Galicia    | + 0.39   |
| 4  | Peter Velits (SVK)      | Team HTC-Columbia  | + 2.29   |
| 5  | Xavier Tondó (ESP)      | Cervélo TestTeam   | + 2.30   |
| 6  | Nicolas Roche (IRL)     | Ag2r-La Mondiale   | + 2.43   |
| 7  | Fränk Schleck (LUX)     | Team Saxo Bank     | + 2.48   |
| 8  | Tom Danielson (USA)     | Garmin-Transitions | + 3.48   |
| 9  | Carlos Sastre (ESP)     | Cervélo TestTeam   | + 4.29   |
| 10 | Vladimir Karpets (RUS)  | Team Katusha       | + 5.27   |

### 16. etape
13. september 2010 — Gijón til Alto de Cotobello, 181,4 km
|    | Rytter                  | Hold              | Tid     |
| -- | ----------------------- | ----------------- | ------- |
| 1  | Mikel Nieve (ESP)       | Euskaltel-Euskadi | 4:51.59 |
| 2  | Fränk Schleck (LUX)     | Team Saxo Bank    | + 1.06  |
| 3  | Kevin De Weert (BEL)    | Quick Step        | + 1.08  |
| 4  | Joaquim Rodríguez (ESP) | Team Katusha      | + 1.22  |
| 5  | Luis León Sánchez (ESP) | Caisse d'Epargne  | + 1.32  |
| 6  | Ezequiel Mosquera (ESP) | Xacobeo-Galicia   | + 1.40  |
| 7  | David García (ESP)      | Xacobeo-Galicia   | + 1.42  |
| 8  | Nicolas Roche (IRL)     | Ag2r-La Mondiale  | + 1.44  |
| 9  | Carlos Sastre (ESP)     | Cervélo TestTeam  | + 1.50  |
| 10 | Vincenzo Nibali (ITA)   | Liquigas-Doimo    | + 1.59  |

|    | Rytter                  | Hold               | Tid      |
| -- | ----------------------- | ------------------ | -------- |
| 1  | Joaquim Rodríguez (ESP) | Team Katusha       | 70:24.39 |
| 2  | Vincenzo Nibali (ITA)   | Liquigas-Doimo     | + 0.33   |
| 3  | Ezequiel Mosquera (ESP) | Xacobeo-Galicia    | + 0.53   |
| 4  | Fränk Schleck (LUX)     | Team Saxo Bank     | + 2.16   |
| 5  | Nicolas Roche (IRL)     | Ag2r-La Mondiale   | + 3.01   |
| 6  | Peter Velits (SVK)      | Team HTC-Columbia  | + 4.27   |
| 7  | Tom Danielson (USA)     | Garmin-Transitions | + 4.29   |
| 8  | Xavier Tondó (ESP)      | Cervélo TestTeam   | + 4.43   |
| 9  | Carlos Sastre (ESP)     | Cervélo TestTeam   | + 4.53   |
| 10 | David García (ESP)      | Xacobeo-Galicia    | + 6.23   |

### 17. etape
15. september 2010 — Peñafiel (Enkeltstart), 46 km
|    | Rytter                  | Hold               | Tid    |
| -- | ----------------------- | ------------------ | ------ |
| 1  | Peter Velits (SVK)      | Team HTC-Columbia  | 52.43  |
| 2  | Denis Mensjov (RUS)     | Rabobank           | + 0.12 |
| 3  | Fabian Cancellara (SUI) | Team Saxo Bank     | + 0.37 |
| 4  | Gustav Larsson (SWE)    | Team Saxo Bank     | + 0.50 |
| 5  | Luis León Sánchez (ESP) | Caisse d'Epargne   | + 1.03 |
| 6  | Leif Hoste (BEL)        | Omega Pharma-Lotto | + 1.07 |
| 7  | David Zabriskie (USA)   | Garmin-Transitions | + 1.10 |
| 8  | Carlos Barredo (ESP)    | Quick Step         | + 1.14 |
| 9  | Philippe Gilbert (BEL)  | Omega Pharma-Lotto | + 1.24 |
| 10 | David Millar (GBR)      | Garmin-Transitions | + 1.27 |

|    | Rytter                  | Hold               | Tid      |
| -- | ----------------------- | ------------------ | -------- |
| 1  | Vincenzo Nibali (ITA)   | Liquigas-Doimo     | 71:19.50 |
| 2  | Ezequiel Mosquera (ESP) | Xacobeo-Galicia    | + 0.38   |
| 3  | Peter Velits (SVK)      | Team HTC-Columbia  | + 1.59   |
| 4  | Fränk Schleck (LUX)     | Team Saxo Bank     | + 3.43   |
| 5  | Joaquim Rodríguez (ESP) | Team Katusha       | + 3.44   |
| 6  | Xavier Tondó (ESP)      | Cervélo TestTeam   | + 3.44   |
| 7  | Tom Danielson (USA)     | Garmin-Transitions | + 3.54   |
| 8  | Nicolas Roche (IRL)     | Ag2r-La Mondiale   | + 4.02   |
| 9  | Carlos Sastre (ESP)     | Cervélo TestTeam   | + 4.12   |
| 10 | Luis León Sánchez (ESP) | Caisse d'Epargne   | + 5.42   |

### 18. etape
16. september 2010 — Valladolid til Salamanca, 148,9 km
|    | Rytter                       | Hold                 | Tid      |
| -- | ---------------------------- | -------------------- | -------- |
| 1  | Mark Cavendish (GBR)         | Team HTC-Columbia    | 3:27.11" |
| 2  | Juan José Haedo (ARG)        | Team Saxo Bank       | s.t.     |
| 3  | Manuel Antonio Cardoso (POR) | Footon-Servetto-Fuji | s.t.     |
| 4  | Tyler Farrar (USA)           | Garmin-Transitions   | s.t.     |
| 5  | Samuel Dumoulin (FRA)        | Cofidis              | s.t.     |
| 6  | Robert Förster (GER)         | Team Milram          | s.t.     |
| 7  | Enrique Mata (ESP)           | Footon-Servetto-Fuji | s.t.     |
| 8  | Greg Van Avermaet (BEL)      | Omega Pharma-Lotto   | s.t.     |
| 9  | Wouter Weylandt (BEL)        | Quick Step           | s.t.     |
| 10 | Danilo Hondo (GER)           | Lampre-Farnese       | s.t.     |

|    | Rytter                  | Hold               | Tid      |
| -- | ----------------------- | ------------------ | -------- |
| 1  | Vincenzo Nibali (ITA)   | Liquigas-Doimo     | 74:47.06 |
| 2  | Ezequiel Mosquera (ESP) | Xacobeo-Galicia    | + 0.38   |
| 3  | Peter Velits (SVK)      | Team HTC-Columbia  | + 1.59   |
| 4  | Fränk Schleck (LUX)     | Team Saxo Bank     | + 3.43   |
| 5  | Joaquim Rodríguez (ESP) | Team Katusha       | + 3.48   |
| 6  | Xavier Tondó (ESP)      | Cervélo TestTeam   | + 3.48   |
| 7  | Tom Danielson (USA)     | Garmin-Transitions | + 3.58   |
| 8  | Nicolas Roche (IRL)     | Ag2r-La Mondiale   | + 4.02   |
| 9  | Carlos Sastre (ESP)     | Cervélo TestTeam   | + 4.16   |
| 10 | Luis León Sánchez (ESP) | Caisse d'Epargne   | + 5.42   |

### 19. etape
17. september 2010 — Piedrahíta til Toledo, 231,2 km
|    | Rytter                  | Hold               | Tid     |
| -- | ----------------------- | ------------------ | ------- |
| 1  | Philippe Gilbert (BEL)  | Omega Pharma-Lotto | 5:43.41 |
| 2  | Tyler Farrar (USA)      | Garmin-Transitions | s.t.    |
| 3  | Filippo Pozzato (ITA)   | Team Katusha       | + 0.01  |
| 4  | Sébastien Hinault (FRA) | Ag2r-La Mondiale   | + 0.01  |
| 5  | Peter Velits (SVK)      | Team HTC-Columbia  | + 0.01  |
| 6  | Vincenzo Nibali (ITA)   | Liquigas-Doimo     | + 0.01  |
| 7  | Nikolas Maes (BEL)      | Quick Step         | + 0.01  |
| 8  | Grega Bole (SLO)        | Lampre-Farnese     | + 0.01  |
| 9  | Daniele Bennati (ITA)   | Liquigas-Doimo     | + 0.01  |
| 10 | Paul Voss (GER)         | Team Milram        | + 0.01  |

|    | Rytter                  | Hold               | Tid      |
| -- | ----------------------- | ------------------ | -------- |
| 1  | Vincenzo Nibali (ITA)   | Liquigas-Doimo     | 80:30.48 |
| 2  | Ezequiel Mosquera (ESP) | Xacobeo-Galicia    | + 0.50   |
| 3  | Peter Velits (SVK)      | Team HTC-Columbia  | + 1.59   |
| 4  | Joaquim Rodríguez (ESP) | Team Katusha       | + 3.54   |
| 5  | Fränk Schleck (LUX)     | Team Saxo Bank     | + 3.57   |
| 6  | Xavier Tondó (ESP)      | Cervélo TestTeam   | + 4.02   |
| 7  | Nicolas Roche (IRL)     | Ag2r-La Mondiale   | + 4.10   |
| 8  | Tom Danielson (USA)     | Garmin-Transitions | + 4.18   |
| 9  | Carlos Sastre (ESP)     | Cervélo TestTeam   | + 4.28   |
| 10 | Luis León Sánchez (ESP) | Caisse d'Epargne   | + 5.50   |

### 20. etape
18. september 2010 — San Martín de Valdeiglesias til Bola del Mundo, 172,1 km
|    | Rytter                    | Hold              | Tid     |
| -- | ------------------------- | ----------------- | ------- |
| 1  | Ezequiel Mosquera (ESP)   | Xacobeo-Galicia   | 4:45.28 |
| 2  | Vincenzo Nibali (ITA)     | Liquigas-Doimo    | + 0.01  |
| 3  | Joaquim Rodríguez (ESP)   | Team Katusha      | + 0.23  |
| 4  | Fränk Schleck (LUX)       | Team Saxo Bank    | + 0.35  |
| 5  | Xavier Tondó (ESP)        | Cervélo TestTeam  | + 0.39  |
| 6  | Nicolas Roche (IRL)       | Ag2r-La Mondiale  | + 0.42  |
| 7  | Mikel Nieve (ESP)         | Euskaltel-Euskadi | + 0.50  |
| 8  | Peter Velits (SVK)        | Team HTC-Columbia | + 0.52  |
| 9  | Christophe Le Mével (FRA) | FDJ               | + 0.55  |
| 10 | Rémy Di Gregorio (FRA)    | FDJ               | + 1.00  |

|    | Rytter                  | Hold               | Tid      |
| -- | ----------------------- | ------------------ | -------- |
| 1  | Vincenzo Nibali (ITA)   | Liquigas-Doimo     | 85:16.05 |
| 2  | Ezequiel Mosquera (ESP) | Xacobeo-Galicia    | + 0.41   |
| 3  | Peter Velits (SVK)      | Team HTC-Columbia  | + 3.02   |
| 4  | Joaquim Rodríguez (ESP) | Team Katusha       | + 4.20   |
| 5  | Fränk Schleck (LUX)     | Team Saxo Bank     | + 4.43   |
| 6  | Xavier Tondó (ESP)      | Cervélo TestTeam   | + 4.52   |
| 7  | Nicolas Roche (IRL)     | Ag2r-La Mondiale   | + 5.03   |
| 8  | Carlos Sastre (ESP)     | Cervélo TestTeam   | + 6.06   |
| 9  | Tom Danielson (USA)     | Garmin-Transitions | + 6.09   |
| 10 | Luis León Sánchez (ESP) | Caisse d'Epargne   | + 7.35   |

### 21. etape
19. september 2010 — San Sebastián de los Reyes til Madrid, 85 km
|    | Rytter                       | Hold                 | Tid     |
| -- | ---------------------------- | -------------------- | ------- |
| 1  | Tyler Farrar (USA)           | Garmin-Transitions   | 2:02.24 |
| 2  | Mark Cavendish (GBR)         | Team HTC-Columbia    | s.t.    |
| 3  | Allan Davis (AUS)            | Astana Pro Team      | s.t.    |
| 4  | Wouter Weylandt (BEL)        | Quick Step           | s.t.    |
| 5  | Matthew Goss (AUS)           | Team HTC-Columbia    | s.t.    |
| 6  | Grega Bole (SLO)             | Lampre-Farnese       | s.t.    |
| 7  | Manuel Antonio Cardoso (POR) | Footon-Servetto-Fuji | s.t.    |
| 8  | Samuel Dumoulin (FRA)        | Cofidis              | s.t.    |
| 9  | Juan José Haedo (ARG)        | Team Saxo Bank       | s.t.    |
| 10 | Danilo Hondo (GER)           | Lampre-Farnese       | s.t.    |

|    | Rytter                  | Hold               | Tid      |
| -- | ----------------------- | ------------------ | -------- |
| 1  | Vincenzo Nibali (ITA)   | Liquigas-Doimo     | 87:18.33 |
| 2  | Ezequiel Mosquera (ESP) | Xacobeo-Galicia    | + 0.41   |
| 3  | Peter Velits (SVK)      | Team HTC-Columbia  | + 3.02   |
| 4  | Joaquim Rodríguez (ESP) | Team Katusha       | + 4.20   |
| 5  | Fränk Schleck (LUX)     | Team Saxo Bank     | + 4.43   |
| 6  | Xavier Tondó (ESP)      | Cervélo TestTeam   | + 4.52   |
| 7  | Nicolas Roche (IRL)     | Ag2r-La Mondiale   | + 5.03   |
| 8  | Carlos Sastre (ESP)     | Cervélo TestTeam   | + 6.06   |
| 9  | Tom Danielson (USA)     | Garmin-Transitions | + 6.16   |
| 10 | Luis León Sánchez (ESP) | Caisse d'Epargne   | + 7.42   |